# إلسبيث جيبسون
إلسبيث جيبسون (بالإنجليزية: Elspeth Gibson)‏ هي مصممة أزياء بريطانية، ولدت في 1963 في نوتنغهام في المملكة المتحدة.